# José Parmiggiani
José Augusto Parmiggiani (Colonia San Bartolomé, Provincia de Córdoba, Argentina; 23 de enero de 1981) es un futbolista argentino nacionalizado italiano. Juega como delantero y su primer equipo fue Unión de Santa Fe. Actualmente milita en Castrum de la Prima Categoria de Italia.

## Clubes
| Club                             | País      | Año       |
| -------------------------------- | --------- | --------- |
| Unión de Santa Fe                | Argentina | 2000-2003 |
| Brown de Puerto Madryn           | Argentina | 2003-2004 |
| Penne                            | Italia    | 2004-2006 |
| Renato Curi Angolana             | Italia    | 2006-2008 |
| Castel di Sangro                 | Italia    | 2008-2009 |
| San Nicolò                       | Italia    | 2009-2010 |
| Renato Curi Angolana             | Italia    | 2010-2012 |
| Sanjustino                       | Argentina | 2012-2013 |
| Santa Fe FC                      | Argentina | 2013-2014 |
| Universidad Nacional del Litoral | Argentina | 2016      |
| Renato Curi Angolana             | Italia    | 2016-2019 |
| Castrum                          | Italia    | 2019-?    |